# Open (album de Steve Hillage)
Pour les articles homonymes, voir Open.
Albums de Steve Hillage
Rainbow Dome Musick
(1979) Aura
(1979)
Open est un album solo de Steve Hillage paru en 1979.
Après une belle série de disques réussis, Open marque le début d'un manque de créativité du virtuose britannique. Contrairement à la plupart des sons utilisés dans les années précédentes, ceux de cet album ont bien vieillis et les arrangements sont aussi loin d'être les plus pertinents. 
Sur l'édition CD on retrouve une nouvelle reprise des Beatles : Getting Better de Sgt. Pepper's Lonely Hearts Club Band. 
Ne pas confondre Dave Stewart, le guitariste qui est aussi un ingénieur du son qui a travaillé à quelques reprises avec Steve Hillage sur ses albums solo et David Lloyd Stewart qui lui est un claviériste et qui a joué avec les groupes Egg, Hatfield and the North et National Health.

## Titres

### Vinyle
Face-A
1. Day After Day - 6:17
2. Getting In Tune - 3:16
3. Open - 5:16
4. Definitive Activity - 4:43

Face-B
1. Don't Dither Do It - 5:04
2. The Fire Inside - 6:15
3. Earthrise - 8:34

### Édition CD
1. Takling to the Sun - 5:56
2. 1988 Aktivator - 2:31
3. New Age Synthesist - 8:46
4. Heeling Feeling - 6:11
5. Earthrise - 8:34
6. Open - 5:16
7. Definite Activity - 4:43
8. Getting Better - 3:01 - Lennon/McCartney
9. Day After Day - 6:17
10. Getting in Tune - 3:16
11. Dont Dither Do It - 5:04
12. The Fire Inside - 6:15

Pièces bonus
- 13 : Don't Dither Do It (1974 Power Trio Backing Track)
- 14 : Four Ever Rainbow  (Part 3 Alternative Mix)

## Musiciens
Corrigé d'après Discogs : https://www.discogs.com/fr/release/1384901-Steve-Hillage-Open
- Steve Hillage : Chant, Guitare électrique, vocoder, séquencer, synthétiseur Moog, production
- Dave Stewart : Guitare rythmique, chœurs (5-7, 9-12)
- John McKenzie : Basse (1-4)
- Paul Frances : Basse (5-7, 9-12)
- Mike Howlett : Basse (13)
- David Lloyd Stewart : Synthétiseurs (12), piano (13)
- Miquette Giraudy : Synthétiseurs, vocoder, chœurs (1-12, 14)
- Andy Anderson : Batterie, percussion (1-12)
- Pierre Moerlen : Batterie (13)
- Nick Mason : Production (8)